# لؤي صافي
لؤي صافي مفكر وكاتب سوري وناشط سياسي في الشأن السوري إضافة إلى كونه ناشط في الدفاع عن حقوق الجاليات العربية والإسلامية في أمريكا والغرب عموماً وعضو مؤسس في مجلس إدارة مركز دراسة الإسلام والديمقراطية وزميل في معهد دراسة السياسات الاجتماعية وزميل في مركز التفاهم الإسلامي المسيحي في جامعة جورج تاون، وأستاذ مرتبط في جامعة إنديانا وجامعة بيردو في أنديانابولس من ولاية إنديانا.

## النشأة
ولد في مدينة دمشق وتلقّى علومه الثانويّة والجامعيّة فيها، ثم حصل على البكالوريوس في الهندسة المدنية وأتبعها بالماجستير ثم الدكتوراه في العلوم السياسية من جامعة وين ستيت في ولاية ميشيغان الأمريكية.

## العمل
ساهم لؤي صافي في تأسيس المجلس السوري الأمريكي وتولى رئاسته منذ تأسيسه عام 2005 والمجلس عبارة عن مُنظمة أهلية ناشطة في الولايات المتحدة الأمريكية وتمثل أكبر تجمع سوري في المهجر.
ويعتبر الصافي ناشط في دعم المعارضة الديمقراطية في سوريا منذ 2005 وأحد قادة المعارضة المؤثرين منذ بداية الثورة؛ وتعد جهوده في هذا المجال امتداداً لمساهماته في حركات التحول الديمقراطي في الوطن العربي والإسلامي منذ أن شارك في تأسيس مركز دراسة الإسلام والديمقراطية مع رضوان المصمودي وأخرين، وهو اليوم في مقدمة المنافحين عن التحول الديمقراطي السلمي في سوريا، والداعين إلى الوحدة الوطنية بين أبناء سوريا على اختلاف انتماءاتهم الدينية والثقافية والسياسية تحت دولة مدنية تعديدية تقوم على سيادة القانون وتساوي المواطنين في الحقوق.
قاد لقاء التنسيق الديمقراطي الذي وضع الأسس لقيام المجلس الوطني السوري ضمن ثلة من الناشطين أصبحت تعرف باسم الكتلة الوطنية المؤسسة كما ساهم في النقاشات التي أدت إلى الإعلان عن المجلس في منتصف شهر آب من مدينة أسطنبول بوصفه عضواً في اللجنة التحضيرية ورئيساً للجنة الإدارية فيها وهو حالياً عضو في أمانة المجلس الوطني السوري العامة ويترأس مكتب التخطيط والسياسات فيه، وعضو في الهيئة السياسية في الائتلاف الوطني لقوى الثورة والمعارضة السورية.

### أكاديمياً
باحث مهتم بقضايا التنمية والحداثة، ومنهجيات البحث العلمي، والديمقراطية، وحقوق الإنسان. نشر له إحدى عشر كتابا: تحدي الحداثة (باللغة الإنكليزية، 1994)، والعقيدة والسياسة (1996) وأساس العلم (باللغة الإنكليزية، 1996)، والحقيقة والإصلاح (باللغة الإنكليزية، 1998) وإعمال العقل (1998)، والسلام وحدود الحرب (بالإنكيزية 2001)، وجذور أزمة المثقف العربي (بالاشتراك مع أحمد موصللي، 2002)، والتوترات والتبدلات في العالم الإسلامي (بالإنكليزية، 2004)،الخطاب القرآني (بالإنكيزية 2008)، القيادة الرحيمة(بالانكيزية 2008)، فلسطين: من التنبوءات الدينية إلى المبادئ الرسالية (باللغة الإنكليزية 2009). وصدر له مؤخرا كتابا بعنوان الحرية والمواطنة والإسلام السياسي، ونشرته الشبكة العربية للدارسات والنشر (2013).
سبق وعمل أستاذاً مشاركاً في قسم العلوم السياسية (1994 1999)، ووكيل كلية معارف الوحي والعلوم الإنسانية (1994- 1996)، وعميد مركز البحوث (1997- 1999)، وعضو المجلس الجامعي في الجامعة الإسلامية العالمية بماليزيا (1994- 1999). كما عمل مديراً تنفيذياً للمعهد العالمي للفكر الإسلامي في ماليزيا (1994- 1997). كما عمل مديراً في المعهد العالمي للفكر الإسلامي في الولايات المتحدة الإمريكية، ورئيس تحرير المجلة الأمريكية لعلوم الاجتماعيات الإسلامية الصادرة باللغة الإنكليزية، ورئيساً لجمعية علماء الاجتماعيات المسلمين في أمريكا، وأستاذ الدراسات الشرق أوسطية (زائر) في جامعة جورج واشنطن، ومديرا تنفيذيا لمركز التنمية القيادية في ولاية إنديانا الأمريكية (2004 - 2010).
ساهم في كثير من الندوات والمؤتمرات العلمية الدولية ونشر له العديد من البحوث والدراسات في دوريّات علميّة، منها المستقبل العربي، ومنبر الحوار، والإنسان، وقراءات سياسية، وإسلامية المعرفة، والمسلم المعاصر، والمجلة الأمريكية للعلوم الاجتماعية الإسلامية (بالإنكليزية)، ودراسات إسلاميّة (بالإنكليزية)، ومجلة شؤون الشرق الأوسط (بالإنكليزية)، والخطاب الفكري (بالإنكليزية)، ومجلة الدراسات الموضوعية (بالإنكليزية).
ظهر في برامج إذاعية وتلفزيونية عديدة، منها تلفزيون الشرق الأوسط، والجزيرة، وصوت أمريكا، والعربية، والتلفزيون الماليزي، والتلفزيون السوري، والسي إن إن، والبي بي سي، ومونتي كارلو، والتلفزيون العام الأمريكي بي بي إس، والفوكس نيوز.

## النتاج المؤلفي
- الفكر والنهوض (دار الفكر المعاصر، بيروت، 2018)
- الشريعة والمجتمع (دار الفكر المعاصر، بيروت، 2017)
- الإنسان وجدلية الوجود والوجدان (دار الفكر المعاصر، بيروت، 2016)
- ديوان شعر: أوراق من الزمن القادم (أكاديمية العلم والسلم، 2016) [تحميل ملف PDF]
- ا لرشد السياسي وأسسه المعيارية (الشبكة العربية للدراسات والنشر، بيروت، 2014)
- الحرية والمواطنة والإسلامي السياسي: التحولات السياسية الكبرى وقضايا النهوض والحضارة (الشبكة العربية للدراسات والنشر، بيروت، 2013).
- إعمال العقل: من النظرة التجزيئية إلى الرؤية التكاملية(دار الفكر، دمشق، سوريا، 1998).
- العقيدة والسياسية (المعهد العالمي للفكر الإسلامي (طبعة أولى وثانية)، فيرجينا، الولايات المتحدة الأمريكية، 1996، 1998. ودار الفكر (طبعة ثالثة)، دمشق، سوريا، 2000).
- جذور أزمة المثقف العربي (دار الفكر، دمشق، سوريا، 2002. (بالاشتراك مع أحمد الموصللي)
- الحادي عشر من أيلول (تحرير وحيد تاجا، دار الفكر، دمشق، سوريا، 2003. (بالاشتراك مع ثلة من الباحثين)
- مستقبل الإسلام (دار الفكر، دمشق، سوريا، 2004. (بالاشتراك مع ثلة من الباحثين)
- الإصلاح في سوريا (الناشر: أقلام حرة ـ دمشق، روما 2005 (بالاشتراك مع ثلة من الباحثين)

## اقرأ أيضاً
- قائمة مفكري البلدان العربية

## وصلات خارجية
- الموقع الشخصي - صفحات لؤي صافي
- المدونة - تأملات لؤي صافي
- الموقع الإنكليزي - Louay Safi's Pages
- المدونة الإنكليزية - Insight
- الفيس بوك - صفحة لؤي صافي  على فيسبوك.